# Tir à l'arc aux Jeux olympiques d'été de 2020
Pour des articles plus généraux, voir Jeux olympiques d'été de 2020 et Tir à l'arc aux Jeux olympiques.
Navigation
Rio 2016 Paris 2024
Les épreuves de tir à l'arc lors des Jeux olympiques d'été de 2020 se tiennent à Tokyo, au Japon. Initialement prévu du 24 juillet au 1er août 2020, les épreuves subissent le report des Jeux en 2021 en raison de la pandémie de Covid-19 et sont reprogrammées du 23 au 31 juillet 2021. L'ensemble des épreuves se déroulent au sein du Parc Yumenoshima aménagé pour l'occasion en stand de tir. Cinq finales figurent au programme de cette compétition (2 masculines, 2 féminines et une mixte), soit une de plus que lors de la précédente édition des Jeux à Rio de Janeiro avec l'ajout d'une épreuve mixte par équipes.

## Organisation

### Site des compétitions
Les compétitions de tir à l'arc eu ont lieu au parc Yumenoshima.

### Calendrier
| TC | Tour de classement | 32e | 1/32e de finale | 16e | 1/16e de finale | ⅛ | 1/8e de finale | F | Finale |

| Date →             | 23 | 23 | 24 | 24 | 25 | 25 | 26 | 26 | 27  | 27  | 27  | 27  | 28  | 28  | 28  | 28  | 29  | 29  | 29  | 29  | 30 | 30 | 31 | 31 |
| Épreuve ↓          | M  | S  | M  | S  | M  | S  | M  | S  | M   | M   | S   | S   | M   | M   | S   | S   | M   | M   | S   | S   | M  | S  | M  | S  |
| ------------------ | -- | -- | -- | -- | -- | -- | -- | -- | --- | --- | --- | --- | --- | --- | --- | --- | --- | --- | --- | --- | -- | -- | -- | -- |
| Individuel hommes  |    | TC |    |    |    |    |    |    | 32e | 16e | 32e | 16e | 32e | 16e | 32e | 16e | 32e | 16e | 32e | 16e |    |    | ⅛  | F  |
| Par équipes hommes |    |    |    |    |    |    | ⅛  | F  |     |     |     |     |     |     |     |     |     |     |     |     |    |    |    |    |
| Individuel femmes  | TC |    |    |    |    |    |    |    | 32e | 16e | 32e | 16e | 32e | 16e | 32e | 16e | 32e | 16e | 32e | 16e | ⅛  | F  |    |    |
| Par équipes femmes |    |    |    |    | ⅛  | F  |    |    |     |     |     |     |     |     |     |     |     |     |     |     |    |    |    |    |
| Par équipes mixte  |    |    | ⅛  | F  |    |    |    |    |     |     |     |     |     |     |     |     |     |     |     |     |    |    |    |    |

## Participation

### Critères de qualification
Pour ces Jeux, le CIO a conservé les quotas mis en place depuis les Jeux d'Atlanta en 1996, soit un total de 128 participants (64 hommes et 64 femmes). Les critères de qualification ont été publiées par la World Archery Federation en mars 2018.
Chaque nation est autorisée à inscrire un maximum de six concurrents, trois par sexe. De plus, les pays qui se qualifient pour une des épreuves par équipes sont autorisés à envoyer une équipe composée de trois membres à l'épreuve par équipes et à chacun les faire participer à l'épreuve individuelle. Un quota de douze places est fixé pour chacune des épreuves par équipes, qualifiant ainsi trente-six archers. Les autres nations, non qualifiées pour ces épreuves, peuvent au maximum obtenir une place par sexe pour les épreuves individuelles.
Concernant la répartition des places, six sont réservées au Japon en tant que pays hôte et quatre autres seront attribuées par la Commission tripartite. Les 118 places restantes sont ensuite distribuées par le biais d'un processus de qualification, dans lequel les archers gagnent des quotas pour leurs comités nationaux olympiques respectifs, mais pas nécessairement pour eux-mêmes.
Il n'y a pas de processus de qualification organisé avant les Jeux pour l'épreuve par équipes mixtes. Au lieu de cela, la qualification pour cet événement intervient par le biais des tours de classement se déroulant au début du tournoi olympique. Les seize meilleures nations ayant au moins un homme et une femme participant seront qualifiées pour la compétition par équipes mixtes, ce classement étant déterminé par l'addition des scores du meilleur homme et de la meilleure femme de chaque nation.

## Compétition

### Format
Un total de 128 athlètes participent aux cinq épreuves individuelles et par équipes, avec l'introduction d'une nouvelle épreuve mixte. Pour ces épreuves, la distance de l'archer à la cible est de 70 mètres.

#### Épreuve individuelle
La compétition débute avec un tour réunissant les 64 archers de chaque sexe. Chaque archer tire un total de 72 flèches (en deux séries de six volées de six flèches), puis est classé 1er à 64e en fonction de son score.
Les phases finales commencent en 32e de finale, où l'archer ayant fini 1er du tir de qualification rencontre le 64e, le 2e rencontre le 63e et ainsi de suite. Les matchs se déroulent en sets de 3 flèches : les archers tirent 1 flèche chacun leur tour, avec 20 secondes par flèche. À chaque set celui qui cumule sur ses trois flèches le meilleur total marque 2 points, en cas d'égalité chaque archer marque 1 point. Le premier archer à 6 points remporte le match, il y a donc au moins 3 sets, et au plus 5 sets : en effet si au bout de 5 sets les archers sont à égalité une flèche de barrage est tirée, c'est-à-dire que chaque participant tire une seule flèche et la plus proche du centre remporte le match. L'archer remportant le duel participe au tour suivant, le perdant est éliminé, sauf en demi-finales, où les perdants se rencontrent lors du match pour la 3e place.

#### Épreuve par équipes
Chaque équipe est composée de trois archers. Les 12 meilleures équipes sont classées par rapport aux résultats obtenus par leurs athlètes lors du tour de qualification de l'épreuve individuelle. Ce classement détermine le tableau pour la phase finale.
Chaque membre de l'équipe tire 8 flèches dans un match (pour un total de 24 flèches par équipes) et l'équipe avec le total le plus élevé gagne le match. Le vainqueur se qualifie pour le tour suivant tandis que l'équipe perdante est éliminée de la compétition.

#### Double mixte
L'épreuve double mixte apparait pour la première fois aux Jeux Olympiques de Tokyo en 2020. Chaque équipe est composée de deux athlètes, un homme et une femme, du même pays.
Les épreuves double mixte se déroulent dans des matches à élimination directe en système de sets similaires à ceux de l'épreuve par équipes. Il n'y aura pas d'athlète supplémentaire, le plafond restant à 128 au total.

### Résultats
| Épreuves    | Or                                               | Argent                                                    | Bronze                                                 |
| ----------- | ------------------------------------------------ | --------------------------------------------------------- | ------------------------------------------------------ |
| Hommes      |                                                  |                                                           |                                                        |
| Individuel  | Mete Gazoz (TUR)                                 | Mauro Nespoli (ITA)                                       | Takaharu Furukawa (JPN)                                |
| Par équipes | Corée du Sud Kim Je-deok Kim Woo-jin Oh Jin-hyek | Taipei chinois Deng Yu-cheng Tang Chih-chun Wei Chun-heng | Japon Takaharu Furukawa Yuki Kawata Hiroki Muto        |
| Femmes      |                                                  |                                                           |                                                        |
| Individuel  | An San (KOR)                                     | Elena Osipova (ROC)                                       | Lucilla Boari (ITA)                                    |
| Par équipes | Corée du Sud An San Kang Chae-young Jang Minhee  | ROC Elena Osipova Ksenia Perova Svetlana Gomboeva         | Allemagne Michelle Kroppen Charline Schwarz Lisa Unruh |
| Mixte       |                                                  |                                                           |                                                        |
| Par équipes | Corée du Sud An San Kim Je-deok                  | Pays-Bas Gabriela Schloesser Steve Wijler                 | Mexique Alejandra Valencia Luis Álvarez                |

## Médailles

### Tableau des médailles
- Pays organisateur ( Japon)

| Rang  | Nation         | Or | Argent | Bronze | Total |
| ----- | -------------- | -- | ------ | ------ | ----- |
| 1     | Corée du Sud   | 4  | 0      | 0      | 4     |
| 2     | Turquie        | 1  | 0      | 0      | 1     |
| 3     | ROC            | 0  | 2      | 0      | 2     |
| 4     | Italie         | 0  | 1      | 1      | 2     |
| 5     | Taipei chinois | 0  | 1      | 0      | 1     |
| 5     | Pays-Bas       | 0  | 1      | 0      | 1     |
| 7     | Japon          | 0  | 0      | 2      | 2     |
| 8     | Mexique        | 0  | 0      | 1      | 1     |
| 8     | Allemagne      | 0  | 0      | 1      | 1     |
| Total | Total          | 5  | 5      | 5      | 15    |